# Pseudonychocamptus paraproximus
Pseudonychocamptus paraproximus är en kräftdjursart som beskrevs av Lang 1965. Pseudonychocamptus paraproximus ingår i släktet Pseudonychocamptus och familjen Laophontidae. Inga underarter finns listade i Catalogue of Life.